# Mercedes Rein
Mercedes Rein   (Montevideo, 19 de novembre de 1930 - Montevideo, 31 de desembre de 2006) va ser una escriptora, traductora i dramaturga uruguaiana.

## Biografia
Mercedes Rein va ser professora de literatura en ensenyament secundari. El 1955 va viatjar amb una beca a la Universitat d'Hamburg per estudiar filosofia i lletres. Va ser també assistent de Literatura Hispanoamericana a la Facultat d'Humanitats i Ciències, càrrec de què va ser destituïda per la dictadura.
Va ser col·laboradora des de 1956 del setmanari Marcha, on va exercir intermitentment la crítica literària i teatral. Rein va ser una dels membres del jurat, integrat també per Juan Carlos Onetti i Jorge Ruffinelli, del fatídic concurs de contes del setmanari, pel qual Onetti, ella i l'autor del conte El guardaespaldas, Nelson Marra, van ser empresonats el 1974.
Rein prové del moviment de teatre independent. La seva obra El herrero y la muerte, escrita amb Jorge Curi, va estar més de sis anys en cartell al Teatre Circular. Juana de Asbaje (1993) li va permetre guanyar el Premi Florenci a la millor obra teatral de l'any.
Com a traductora (sobretot de l'alemany, com a conseqüència de la seva estada a Alemanya), ha traduït al castellà textos de Bertolt Brecht (El cercle de guix caucasià, L'opera de dos centaus, Galileo Galilei), Arthur Miller i Friedrich Dürrenmatt, entre d'altres, els quals posteriorment va portar a escena. També va traduir al castellà El contrabaix de Patrick Suskind.
Com a narradora, destaquen els seus inquietants Zoologismos (1967). Amb la seva delirant i obsessiva invasió de presències fantasmals, potser és el més aconseguit de la seva producció narrativa. També va ser la responsable de les lletres de diverses cançons de Jorge Lazaroff.
Sent docent, en la seva obra assagística, a més de treballs acadèmics sobre el filòsof alemany Ernst Cassirer i els escriptors Julio Cortázar i Nicanor Parra, figuren també alguns manuals senzills d'intenció pedagògica.
Mercedes Rein va ser també col·laboradora del setmanari Brecha i membre de nombre de l'Acadèmia Nacional de Lletres de l'Uruguai.

## Obres

### Literatura
- Zoologismos (contes, Editorial Arca, Montevideo, 1967).
- Casa vacía (novel·la, Editorial Arca, Montevideo,1984).
- Bocas de tormenta (novel·la, Editorial Arca, Montevideo,1987).
- Blues de los domingos (contes, Editorial Arca, Montevideo,1990).
- El archivo de Soto (novel·la històrica, Trilce, Montevideo, 1993).
- Marea Negra (novel·la, Planeta, 1996).
- La máquina de trinar (poesia, Editorial Libros de la Academia, Montevideo, 2007).

### Teatre
- La balada de los años cuerdos (teatre per a nens, 1964).
- El herrero y la muerte (amb Jorge Curi, 1981).
- Entre gallos y medias noches (amb Jorge Curi).
- Juana de Asbaje (1993, Premi Florencio a la millor obra teatral de l'any).
- Misia Urraca (teatre per a nens).

### Assaig
- Ernst Cassirer y la filosofía del lenguaje (FHC, UdelaR, Montevideo, 1959).
- A propósito de Vallejo y algunas dificultades para conocer la poesía (1966).
- Julio Cortázar, el escritor y sus máscaras (Diaco, 1969).
- Nicanor Parra y la antipoesía (UdelaR, Montevideo, 1971).
- Cortázar y Carpentier (Editorial Crisis, Buenos Aires, 1974).
- La generación del 98 (Editorial Técnica, Montevideo, 1974).
- Introducción a la poesía de Alberto Machado (Editorial Técnica, 1974).
- Florencio Sánchez, su vida y su obra (Casa del Estudiante, 1975).[5]